# Василий Чапаев
Чапаев пренасочва насам.  За романа на Дмитрий Фурманов вижте Чапаев (роман).
Василий Иванович Чапаев е руски военачалник, командир от Червената армия в Съветска Русия.

## Биография
Роден е на 9 февруари 1887 в село Будайка (днес в рамките на град Чебоксари – столицата на Република Чувашия). Майка му е чувашка, а баща му е мордовец.
Постъпва на задължителна служба в армията през 1908 г. Мобилизиран е за фронта на Първата световна война през 1914 г. Обучава се във военно училище и получава подофицерско (сержантско) звание (1915).
Постъпва в Болшевишката партия през септември 1917 г. Започва задочно обучение в Академията на Генералния щаб (1918). Същевременно работи като вътрешен комисар в Саратовска област, а през май е издигнат последователно за командир на бригада и командир на дивизия.
През 1919 г. участва в Гражданската война, като командва бригада за специални задачи и стрелкова дивизия. Побеждава белогвардейците на адмирал Колчак, завземайки Уфа (9 юни) и Уралск (11 юли).
За участието си в тези 2 войни Чапаев е удостоен с 3 Георгиевски кръста, Георгиевски медал и съветския орден „Червено знаме“.
Достига до звание „начдив“ (съкр. от „началник на дивизия“), станало по-късно „комдив“ („командир на дивизия“), което съответства на „дивизионен генерал“ (тоест генерал-майор). В последните си месеци командва „особена група“ от 13 полка и 6 артдивизиона – по състав съответства на армейски корпус, а званието на командващия корпуса тогава е „комкор“ (т.е. генерал-полковник).
Василий Чапаев загива на 5 септември 1919 г. край уездния град Лбишченск, който в негова чест е преименуван на Чапаев през 1939 г. Днес селището е със статут на село, попада в Западноказахстанска област, Казахстан.
Съществува мнение, че историческата роля на Чапаев е скромна и неговото име едва ли би било често споменавано в историята на Гражданската война, ако не е митът, създаден около него като литературен герой.

## Литературен герой
През 1923 г. писателят Дмитрий Фурманов написва романа „Чапаев“, който е филмиран от Братя Василеви през 1934 г. И романът, и филмът са възприети възторжено и се радват на голям интерес. Според информация на новинарския портал Страна.ру, позоваваща се на документи от Руския държавен военен архив, тези 2 произведения украсяват историческата истина за Чапаев, влагат прекалена героичност в образа и добавят измислени персонажи в обкръжението му. Въпреки яркия му образ на кавалерист, летящ на буен кон, Чапаев не е можел да язди поради наранена ръка и скъсани сухожилия, което не му е позволявало да управлява кон.
В противовес на разкрасения образ възникват множество популярни вицове с героя Чапаев, ординареца му Петка, картечарката Анка и политкомисаря Фурманов. В руските версии Чапаев най-често се среща с име и презиме (Василий Иванович), а в българските – като „Чапай“.
Василий Чапаев и Пьотър Пустота (Петка) са герои и на книгата „Чапаев и Пустота“, която е сред най-добрите книги на съвременния руски писател мистик Виктор Пелевин. Творбата взима тези 2 образа като основа, след което категорично напуска пределите на историческата истина.